# Europejska Rada Resuscytacji
Europejska Rada Resuscytacji (ERC, ang. European Resuscitation Council) – europejska organizacja zajmująca się opracowywaniem jak najskuteczniejszych i najbardziej praktycznych zasad udzielania pierwszej pomocy oraz zaawansowanych zabiegów reanimacyjnych. Organizacja powstała w 1988 i skupia przedstawicieli różnych gałęzi medycyny. Jej polskim przedstawicielem jest Polska Rada Resuscytacji, która powstała w 2001 roku (zarejestrowana w 2002) z siedzibą w Krakowie. W 1992 ERC była współzałożycielem ILCORu.